# Андрес Естрада
Андрес Естрада (ісп. Andrés Estrada; нар. 12 листопада 1967, Калі) — колумбійський футболіст, що грав на позиції півзахисника.
Виступав, зокрема, за клуб «Депортіво Калі», а також національну збірну Колумбії, у складі якої був учасником чемпіонату світу та Кубка Америки.

## Клубна кар'єра
У дорослому футболі дебютував 1987 року виступами за команду клубу «Депортіво Калі», в якій не зумів закріпитись і в сезоні 1988 виступав за «Онсе Кальдас», після чого повернувся у «Депортіво Калі». Цього разу відіграв за команду з Калі до 1997 року. Більшість часу, проведеного у складі «Депортіво Калі», був основним гравцем команди і став чемпіоном Колумбії в 1996 році.
Протягом 1998—2000 років захищав кольори «Атлетіко Насьйональ», з яким 1999 року вдруге став чемпіоном країни, а в 1998 та 2000 роках здобував Кубок Мерконорте, після чого грав за «Атлетіко Букараманга».
Завершив професійну ігрову кар'єру у 2005 році в американському клубі «Лонг-Айленд Раф Райдерс» з USL.

## Виступи за збірні
1987 року залучався до складу молодіжної збірної Колумбії.
1996 року дебютував в офіційних матчах у складі національної збірної Колумбії. У складі збірної був учасником розіграшу Кубка Америки 1997 року у Болівії та чемпіонату світу 1998 року у Франції. Однак з 3-х матчів Колумбії на «мундіалі» Естрада не з'явився на полі в жодному з них.
Протягом кар'єри у національній команді, яка тривала 3 роки, провів у формі головної команди країни 12 матчів.

## Досягнення
- Чемпіон Південної Америки (U-20): 1987
- Чемпіон Колумбії (2): 1995/96, 1999
- Володар Кубка Мерконорте (2): 1998, 2000